# Sharek
Sharek pourrait avoir été un ancien roi égyptien peu connu de la Deuxième Période intermédiaire de l'Égypte.

## Attestation
Il n'est attesté que sur un document non contemporain de son règne supposé, une généalogie d'un grand prêtre de Ptah nommé Ânkhefensekhmet qui a vécu à la fin de la XXIIe dynastie — donc plusieurs siècles après le règne supposé de Sharek — ; peut-être pour cette raison, l'égyptologue danois Kim Ryholt doute de son existence. Sur le document, Sharek est placé une génération avant le roi Hyksôs Apopi de la XVe dynastie. La généalogie d'Ânkhefensekhmet est maintenant exposée au Neues Museum de Berlin (inventaire no 23673).

## Identification
Nicolas Grimal et William C. Hayes ont tous deux proposé d'identifier Sharek à un roi nommé Salitis, présenté comme le fondateur de la XVe dynastie des Hyksôs dans l'Aegyptiaca de Manéthon, une histoire de l'Égypte écrite au IIe siècle avant notre ère,. Ils proposent également que Sharek/Salitis soit la même personne que Sheshi, un souverain de la Deuxième Période intermédiaire mentionné sur près de quatre-cents sceaux à scarabée.